# Lucio Vázquez
Lucio Vázquez är en ort i Mexiko.   Den ligger i kommunen Tula och delstaten Tamaulipas, i den centrala delen av landet, 400 km norr om huvudstaden Mexico City. Lucio Vázquez ligger 1 038 meter över havet och antalet invånare är 246.
Terrängen runt Lucio Vázquez är platt åt sydväst, men åt nordost är den kuperad. Runt Lucio Vázquez är det glesbefolkat, med 10 invånare per kvadratkilometer. Närmaste större samhälle är Tula, 19,8 km norr om Lucio Vázquez. Trakten runt Lucio Vázquez består i huvudsak av gräsmarker.